# Dysdera pominii
Dysdera pominii este o specie de păianjeni din genul Dysdera, familia Dysderidae, descrisă de Caporiacco, 1947.
Este endemică în Italia. Conform Catalogue of Life specia Dysdera pominii nu are subspecii cunoscute.